# Рожањ (планина)
Рожањ је планина која се налази у источној Србији, са десне стране Јужне Мораве, код села Грабово и Рујевица, недалеко од места Ражањ. Највиши врх је Велики врх, са надморском висином од 893 метра. Венац се пружа правцем југозапад-североисток, и наставља се на суседну планину Буковик. Припада групи Родопских планина.